# Bianca Gascoigne
Bianca Gascoigne, nata Bianca Jade Kyle (Hertfordshire, 28 ottobre 1986), è una modella e personaggio televisivo britannica.

## Biografia
Bianca Gascoigne è nata il 28 ottobre 1986 a Hertfordshire ed è la figlia di Sheryln Gascoigne (nata Failes) e la figlia adottiva del calciatore Paul Gascoigne. Ha un fratello, Mason, e un fratellastro Regan.
Dal 2006 è apparsa sulla copertina della rivista Loaded e nel gennaio successivo sulla copertina di Nuts. Nell'agosto del 2008, è apparsa sulla copertina di Zoo Weekly. È apparsa anche su FHM e Maxim.
Nel 2006, ha vinto il reality show Love Island. Nel luglio 2008 ha gareggiato contro la modella Danielle Lloyd nello show Gladiators. È apparsa anche nel reality show della BBC Dire, fare, baciare. Nel 2012 ha fatto un'audizione a The X Factor, cantato la canzone di Mary J. Blige I'm Goin' Down. Nel 2017 partecipa alla diciannovesima edizione del Grande Fratello UK, arrivando sesta.
Nel 2021 arriva seconda alla sedicesima edizione di Ballando con le stelle, affiancata da Simone Di Pasquale.

## Filmografia

### Cinema
- Billy - regia di Peter Pedrero

## Televisione
- Ballando con le stelle 16 (Rai 1, 2021) Concorrente[13]